# Pansy Parkinson
Pansy Parkiston este elevă la școala de vrăjitori și vrăjitoare Hogwarts.
Ea este în casa Slytherin la fel ca: Draco Malfoy, Blaise Zabini sau Theodore Nott.
Este o fată cu părul maro, ochii verzi-căprui și are o fire frumoasă.